# فهرست مقالات مرتبط با ارمنستان
مقالات (دسته‌بندی الفبایی) مرتبط به ارمنستان شامل:
زمین‌لرزه ۱۲۶۸ کیلیکیه ·
en:1896 Ottoman Bank Takeover ·
تظاهرات ۱۹۶۵ ایروان ·
زمین‌لرزه ۱۹۸۸ ارمنستان ·
en:1992 in Armenian football ·
en:1993 in Armenian football ·
en:1993 Summer Offensives ·
en:1994 in Armenian football ·
en:1995 in Armenian football ·
en:1995-96 in Armenian football ·
en:1996-97 in Armenian football ·
en:1997 in Armenian football ·
en:1998 in Armenian football ·
en:1999 Armenian parliament shooting ·
en:1999 in Armenian football ·
فوتبال ارمنستان در ۲۰۰۰ ·
en:32nd Chess Olympiad

## A
en:.am ·
en:Aaron the Illustrious ·
آباص یکم ·
آبوویان ·
en:Abraham of Armenia ·
en:Acacius of Sebaste ·
باشگاه فوتبال هاچن ·
en:Achots ·
قتل‌عام آدانا ·
en:Adjika ·
en:Administration for Western Armenia ·
استان‌های ارمنستان ·
شهرستان آق‌دام ·
```
Aghdznik ·
```

آغستافا ·
ایر آرمنیا ·
ایر وان ایرلاینز ·
جزیره آختامار ·
آختالا ·
باشگاه فوتبال آختامار ·
رود آخوریان ·
باشگاه فوتبال آلاشکرت ·
آلاوردی ·
آلیک ·
آغیوویت ·
en:All Armenian Labour Party ·
en:Alma Johansson ·
باشگاه فوتبال آلماست ·
صومعه آماراس ·
آماتونی ·
آمبرد ·
بنیاد کمک‌رسانی خاور نزدیک ·
دانشگاه آمریکایی ارمنستان ·
آناهید ·
```
Angl ·
```

آنی ·
en:Anthem of the Armenian SSR ·
ارمنی‌ستیزی ·
en:Antzevasiq ·
en:Antzitene ·
آپاران ·
```
The Apex Theory ·
```

زردآلو ·
آرای زیبا ·
حمله اعراب به ارمنستان ·
ناحیه آرابکیر ·
باشگاه فوتبال آرابکیر ·
باشگاه فوتبال آراگاتس ·
استان آراگاتسوتن ·
باشگاه فوتبال آرماویر ·
آرامو ·
en:Aranean ·
آرارات ·
آرارات ·
استان آرارات ·
دشت آرارات ·
ارس ·
en:Aravan ·
en:Aravelian ·
```
Arba Lijoch ·
```

en:Archaruni ·
en:Archaruniq ·
معماری ارمنی ·
آرگیشتی دوم ·
آرگیشتی یکم ·
ارخالق ·
آرماویا ·
استان آرماویر ·
آرماویر ·
نیروهای مسلح ارمنستان ·
ارمنستان ·
نام‌های ارمنستان ·
روابط ارمنستان و اتحادیه اروپا ·
en:Armenia at the 1994 Winter Olympics ·
ارمنستان در بازی‌های المپیک تابستانی ۱۹۹۶ ·
en:Armenia at the 1998 Winter Olympics ·
ارمنستان در بازی‌های المپیک تابستانی ۲۰۰۰ ·
en:Armenia at the 2002 Winter Olympics ·
ارمنستان در بازی‌های المپیک تابستانی ۲۰۰۴ ·
en:Armenia at the 2006 Winter Olympics ·
en:Armenia at the 2006 Winter Paralympics ·
en:Armenia Davis Cup team ·
تیم فدکاپ ارمنستان ·
en:Armenia in the Eurovision Song Contest 2006 ·
en:Armenia in the Eurovision Song Contest 2007 ·
en:Armenia in the Eurovision Song Contest 2008 ·
تیم ملی فوتبال ارمنستان ·
en:Armenia national rugby union team ·
en:Armenia Tree Project ·
مارتیروس کاووکجیان ·
en:Armenia-Azerbaijan relations ·
فرهنگستان ملی علوم ارمنستان ·
نیروی هوایی ارمنستان ·
نیروی هوایی ارمنستان ·
الفبای ارمنی ·
en:Armenian American Political Action Committee ·
en:Armenian American Wellness Center ·
کلیسای حواری ارمنی ·
نیروی زمینی ارمنستان ·
en:Armenian Assembly of America ·
en:Armenian battalions ·
مرزبانی ارمنستان ·
en:Armenian Brotherhood Church ·
گاه‌شماری ارمنی ·
en:Armenian casualties during World War I ·
en:Armenian casualties of deportations ·
کلیسای کاتولیک ارمنی ·
en:Armenian chant ·
مسابقات قهرمانی شطرنج ارمنستان ·
Armenian College ·
حزب کمونیست ارمنستان ·
en:Armenian community of Dhaka ·
en:Armenian Congress of Eastern Armenians ·
خیار چنبر ·
جام استقلال ارمنستان ·
رقص ارمنی ·
en:Armenian Dances ·
حزب لیبرال دموکرات ارمنی.
جماعت ارمنیان پراکنده ·
جماعت ارمنیان پراکنده ·
en:Armenian diaspora in the Middle East ·
فهرست سفارتخانه‌های ارمنستان ·
en:Armenian Distance Learning Network ·
درام ·
پوشاک ارمنی ·
en:Armenian Evangelical Church ·
لیگ دسته اول فوتبال ارمنستان ·
لیگ دسته اول فوتبال ارمنستان ۲۰۰۶ ·
لیگ دسته اول فوتبال ارمنستان ۲۰۰۷ ·
en:Armenian General Benevolent Union ·
نسل‌کشی ارمنی‌ها ·
نسل‌کشی ارمنی‌ها ·
روز یادآوری نسل‌کشی ارمنی‌ها ·
کاکایی ارمنی ·
سرزمین کوهستانی ارمنستان ·
فرضیه ارمنستان ·
نگارگری ارمنی ·
فدایی ارمنی ·
پادشاهی ارمنی کیلیکیه ·
زبان ارمنی ·
Armenian Legion ·
ادبیات ارمنی ·
بین‌النهرین ارمنی ·
اساطیر ارمنستان ·
Armenian National Assembly ·
بیداری ملی ارمنی ·
کمیته ملی ارامنه آمریکا ·
en:Armenian National Constitution ·
en:Armenian National Council of Karabagh ·
تیم ملی هاکی روی یخ مردان ارمنستان ·
جنبش آزادی‌بخش ملی ارمنی ·
en:Armenian needlelace ·
en:Armenian nobility ·
en:Armenian notables deported from the Ottoman capital in 1915 ·
en:Armenian Numismatic Society ·
بلوط ارمنی ·
ابلاست ارمنستان ·
انتخابات مجلس ارمنستان ·
انتخابات مجلس ارمنستان ·
انتخابات ریاست‌جمهوری ارمنستان ·
گذرنامه ارمنستانی ·
انجمن میهن‌پرستانه ارمنیان اروپا ·
ارکستر فیلارمونیک ارمنستان ·
کدهای پستی در ارمنستان ·
لیگ برتر فوتبال ارمنستان ·
لیگ برتر فوتبال ارمنستان ۲۰۰۵ ·
لیگ برتر فوتبال ارمنستان ۲۰۰۶ ·
لیگ برتر فوتبال ارمنستان ۲۰۰۷ ·
en:Armenian Professional Society ·
ارمنستان ۱ ·
ارمنی‌های اورشلیم ·
مسئله ارمنی ·
en:Armenian quote ·
en:Armenian Research Center ·
مقاومت طی نسل‌کشی ارمنی‌ها ·
فدراسیون انقلابی ارمنی ·
ترانه‌های انقلابی ارمنی ·
en:Armenian rock ·
لاسرتای صخره‌ای ارمنی ·
روبل ارمنستان ·
Armenian School ·
ارتش سری ارامنه برای آزادی ارمنستان ·
جمهوری سوسیالیستی ارمنستان شوروی ·
انستیتو دولتی فرهنگ سلامت و ورزش پرورش اندام ارمنستان ·
بورس اوراق بهادار ارمنستان ·
سوپر جام فوتبال ارمنستان ·
en:Armenian surnames ·
en:Armenian verbs ·
واحدهای داوطلب ارمنی ·
en:Armenian Workers Communist Party ·
en:Armenian Workers Union ·
ارمنی‌های آمریکا ·
en:Armenian-Assyrian relations ·
جنگ ارمنستان–جمهوری آذربایجان ·
نبرد آنی ·
en:Armenian-Greek relations ·
جنگ پارتی–ارمنی ·
مردم ارمنی ·
en:Armenians in Australia.
ارمنیان بلغارستان ·
Armenians in Burma ·
Armenians in Cyprus ·
ارمنی‌های مصر ·
ارمنی‌های گرجستان ·
ارمنی‌های آلمان ·
ارمنی‌های یونان ·
Armenians in Hungary ·
ارمنی‌های هند ·
Armenians in Indonesia ·
ارمنی‌های عراق ·
ارامنه در کویت ·
ارمنی‌های لبنان ·
ارمنی‌های لهستان ·
Armenians in Romania ·
ارمنی‌های روسیه ·
Armenians in Singapore ·
ارمنی‌های سوریه ·
Armenians in the Czech Republic ·
ارامنه در هلند ·
ارمنی‌ها در امپراتوری عثمانی ·
ارمنی‌های ترکیه ·
Armenians in Turkmenistan ·
Armenians in Ukraine ·
کشتار ارمنی-تاتار ۱۹۰۵–۱۹۰۷ ·
روابط ارمنستان و ترکیه ·
قبچاق‌ها ·
Arme-Shupria people ·
گازپروم آرمنیا ·
آرپا ·
باشگاه فوتبال آرپا ·
سلسله اشکانی ارمنستان ·
آرشام یکم ·
Arsames II ·
آرشام‌شاد ·
آرتاشات ·
آرتاشات ·
آرتاوازد یکم ·
آرتاوازد دوم ·
آرتاوازد چهارم ·
دودمان آرتاشسی ·
آرتاشس یکم ·
آرتاشس دوم ·
آرتاشس سوم ·
آرتیک ·
Artinis ·
پیش‌نویس:منطقه‌های ارمنستان باستان ·
جمهوری قره‌باغ ·
موزه ملی آرتساخ ·
Artsruni ·
آرتسواشن ·
آروچاوانک ·
آرزاشکون ·
آشوت یکم ·
آشوت دوم ·
آشوت سوم ·
آشتاراک ·
آسکران ·
درگیری آسکران ·
آشوریان ارمنستان ·
آتلانتیس یوروپین ایرویز ·
Austrian Armenian Cultural Society ·
یومارتالیک ·
آیران ·
آیرارات ·
رود آزات ·
مجلس ملی جمهوری ارمنستان ·
باشگاه فوتبال آزناوور

## B
باگاران ·
Bagmasti ·
بغراس ·
دودمان باگراتونی ·
باگرواند ·
Bagvarti ·
باقلوا ·
Baluni ·
Bambir ·
ورزشگاه بانانتس ·
```
Basean ·
```

نبرد چله ·
Battle of Alexandropol ·
Battle of Arara ·
Battle of Artaxata ·
نبرد آوارایر ·
نبرد باگرواند ·
نبرد باش‌آپاران ·
نبرد دیلمقان ·
Battle of Kara Killisse ·
نبرد قارص ·
Battle of Kelbajar ·
Battle of Khasdour ·
Battle of Nairi ·
نبرد اولتو ·
جنگ ایران و روم ·
نبرد سارداراباد ·
Battle of Sarıkamış ·
نبرد تیگراناکرت ·
نبرد وارناکرت ·
نبرد وادی الخازندر ·
Belahuit ·
بغنو-نوراوانک ·
بجنی ·
بی‌کی‌ام‌ای ایروان ·
مسجد کبود، ایروان ·
سوپ برش ·
بروکاس ·
بوزلوق ·
رصدخانه اخترفیزیک بیوراکان ·
بیورغاوان ·
ارمنستان بیزانس ·
جنگ‌های ایران و روم شرقی ·
Bznuni ·
بزنونیک

## C
Calendar of Saints ·
ارمنی‌های کانادا ·
نبرد شوشی ·
سوار زره‌پوش ·
کلیسای جامع آنی ·
کلیسای صلیب مقدس
آلبانیای قفقاز ·
لشکرکشی قفقاز ·
سرشماری در ارمنستان ·
بانک مرکزی ارمنستان ·
چامباراک ·
سامشویلده ·
چارنتساوان ·
شارلوت، ملکه قبرس ·
Chazinzarians ·
```
Cheoreg ·
```

Chorpan Tarkhan ·
کلیسای هوهانس مقدس، ماستارا ·
کلیسای نرسس کبیر مقدس ·
کیلیکیه ·
سینمای ارمنستان ·
ارمنی کلاسیک ·
نشان ملی ارمنستان ·
Coat of arms of Nagorno-Karabakh ·
Coat of arms of the Armenian SSR ·
Cobra ·
ارتباطات از راه دور در ارمنستان ·
Confederation of Trade Unions of Armenia ·
Conservative Party of Armenia ·
کنستانتین یکم ارمنستان ·
Constantine II of Armenia ·
کنستانتین یکم، شاه ارمنستان ·
کنستانتین چهارم، شاه ارمنستان ·
کنستانتین سوم، شاه ارمنستان ·
کنستانتین چهارم، شاه ارمنستان ·
قانون اساسی ارمنستان ·
Constitutional Rights Union ·
کردوئنه ·
بی‌کی‌ام‌ای ایروان ·
آشپزی ارمنی ·
فرهنگ ارمنی ·
Cyrion and Candidus

## D
دادی وانک ·
دارالجس ·
Daranali ·
Dariunq ·
داستاکرت ·
David I Anhoghin ·
David II of Lori ·
داوید ساسونی ·
داویت بک ·
دبد ·
باشگاه فوتبال دبد ·
وزیر دفاع ارمنستان ·
Defense of Van ·
Degiq ·
حزب دموکراتیک ارمنستان ·
اولین جمهوری ارمنستان ·
Demographics of Armenia ·
انکار نسل‌کشی ارمنی‌ها ·
دهل ·
Dignity, Democracy, Motherland ·
دیلیجان ·
Dimaksean ·
لوکاندوس ·
Djidjrakatsi ·
دلمه ·
دوغ ·
دودوک ·
دوین ·
باشگاه فوتبال دوین آرتاشات ·
کلیسای حواری ارمنی ·
```
Dzophq ·
```

رودخانه زوراگت ·
Dzorapor

## E
ارمنستان شرقی ·
زبان ارمنی شرقی ·
Eastern Armenian verb table ·
Eastern Christian Monasticism ·
واغارشاپات ·
Echmiadzin Gospels ·
اقتصاد ارمنستان ·
Education in Armenia ·
Eetch ·
ارزنجان ·
انتخابات در ارمنستان ·
Elisabethpol Governorate ·
یغیشه وارداپت ·
Embassy of Armenia in Ottawa ·
سفارت ارمنستان در واشینگتن ·
Endzaiatsi ·
اراتو ارمنستان ·
فرودگاه اربونی ·
دژ اربونی ·
باشگاه فوتبال اربونی ·
فرمانداری ایروان ·
خانات ایروان ·
هایوتس دزور ·
یروخان ·
Expeditus ·
جغرافیای ارمنستان

## F
Fauna of Armenia ·
باشگاه فوتبال آراکس ·
باشگاه فوتبال آرارات ایروان ·
باشگاه فوتبال دوین آرتاشات ·
باشگاه فوتبال بانانتس ·
باشگاه فوتبال بنتونیت ایجوان ·
باشگاه فوتبال دینامو ایروان ·
باشگاه فوتبال گاندزاسار کاپان ·
باشگاه فوتبال کیلیکیا ·
باشگاه فوتبال کوتایک ·
باشگاه فوتبال ماسیس ·
باشگاه فوتبال میکا ·
باشگاه فوتبال پیونیک ·
باشگاه فوتبال شیراک ·
باشگاه فوتبال وانادزور ·
باشگاه فوتبال یغوارد ·
باشگاه فوتبال ایروان ·
باشگاه فوتبال زوارتنوتس-ای‌ای‌ال ·
فدائیان ·
منطقه فریدن ·
شورای قسطنطنیه ·
باشگاه فوتبال آراگاتس ·
باشگاه فوتبال قره‌باغ ·
شهرستان فضولی ·
پرچم ارمنستان ·
پرچم جمهوری قره‌باغ ·
Flag of the Armenian SSR ·
Fondation Université Française en Arménie ·
فدراسیون فوتبال ارمنستان ·
روابط خارجی ارمنستان ·
روابط خارجی جمهوری آرتساخ ·
چهل روز موسی داغ ·
Forty Martyrs of Sebaste ·
Franco-Armenian relations ·
لژیون ارمنی فرانسه ·
Fund for Armenian Relief

## G
Gabelian ·
گاگیک یکم ·
گاگیک دوم ·
صومعه گنج‌سر ·
گاردمان ·
گارگین خاچاتریان ·
Garithaianik ·
گارنی ·
سمفونی سنگ‌ها ·
گاتا ·
گاوار ·
رشته‌کوه گقام ·
صومعه گغارد ·
استان گغارکونیک ·
Gentuni ·
جغرافیای ارمنستان ·
جغرافیای ارمنستان ·
جنگ گرجستان و ارمنستان ·
گتاشن، آرماویر ·
قاپاما ·
کلیسای جامع شوشی ·
The Golden-Headed Fish ·
Goltn ·
گران‌بوی ·
گوریس ·
گوشاوانک ·
Grand Lodge of Armenia ·
ارمنستان متحد ·
Greeks in Armenia ·
گریگور نارکاتسی ·
گریگور روشنگر ·
گتچاوانک ·
گوگارک ·
گالوست گلبنکیان ·
گیومری ·
ورزشگاه شهر گیومری

## H
```
Hachdeanq ·
```

هادروت ·
صومعه هاغارتسین ·
هاقپات ·
صومعه هاقپات ·
Haigazian Armenological Review ·
رقص هالای ·
حلوا ·
هامازگائین ·
کشتار حمیدیه ·
همشین‌ها ·
ورزشگاه جمهوریت وازگن سارگسیان ·
Hanzith ·
هاریسا ·
هاریچاوانک ·
Hayasa-Azzi ·
Hayastani Azgayin Scautakan Sharjum Kazmakerputiun ·
هایک ·
میراث ·
هتوم یکم، شاه ارمنستان ·
هتوم دوم ·
دودمان هتومی ·
تاریخ ارمنستان ·
تاریخ ارمنستان ·
تاریخ قره‌باغ کوهستانی ·
تاریخ قره‌باغ کوهستانی ·
تاریخ یهودیان در ارمنستان ·
Hittite-Hayasa War ·
سریر مقدس کیلیکیه ·
گویش همشینی ·
هنرمند مردمی ارمنستان ·
Horizon Weekly ·
Horom Citadel ·
خاندان حسن جلالیان ·
هرازدان ·
رود هرازدان ·
ورزشگاه هرازدان ·
حقوق بشر در ارمنستان ·
حمص

## I
فدراسیون هاکی روی یخ ارمنستان ·
ایجوان ·
باشگاه فوتبال ایمپالس ·
روابط ارمنستان و ایران ·
ساهاک پارتو ·
ایشپوئینی ·
اسلام در ارمنستان

## J
جبراییل شهر ·
James I of Cyprus ·
ژانوس قبرس ·
جرموک ·
جرموک ·
ژان دوم قبرس ·
هوهان مامیکونیان ·
Justice ·
تکاوران عدالت در نسل‌کشی ارامنه

## K
کاجاران ·
کارواجار ·
کمانچه ·
کامساراکان ·
کلیسای کاناچ ژام ·
باشگاه فوتبال آرابکیر ·
قانون ·
کاپان ·
قره‌باغ ·
قالی قره‌باغ ·
اسب قره‌باغ ·
خانات قره‌باغ ·
Karbelian ·
کارین ·
باشگاه فوتبال کارین ·
Karqayin ·
قارص ·
Kars Oblast ·
رود کاساغ ·
باشگاه فوتبال میکا ·
Kashkak ·
نونه یسائیان ·
کلیسای نجات دهنده، ترابزون ·
ورزشگاه کاساغی مارزیک ·
کباب ·
صومعه کچاریس ·
Kelashin ·
Kenuni ·
چلیپاسنگ ·
قبرستان ارامنه در جلفا ·
خاز (نت‌نویسی) ·
Khaldi ·
خانات قفقاز ·
هیئت اعزامی خناسر ·
کله‌پاچه ·
خواجه‌لی ·
خوجاوند ·
صومعه خور ویراپ ·
مدال موسس خورناتسی ·
Khorkhoruni ·
خسرو سوم ارمنستان ·
کبه ·
ارمنستان بزرگ ·
ارمنستان باگراتونی ·
Kingdom of Lori ·
پادشاهی واسپوراکان ·
قتل‌عام گنجه ·
Kiurike I ·
Kiurike II ·
کوفته ·
پیش‌نویس:منطقه‌های ارمنستان باستان ·
گوریون ·
استان کوتایک ·
Kotayk Brewery ·
ورزشگاه شهر آبوویان ·
قوزان ·
باشگاه فوتبال کومایری ·
تمدن کورا–آراکس ·
Kurdish-Armenian relations ·
جمهوری کردستان سرخ

## L
لاچین ·
شهرستان لاچین ·
گذرگاه لاچین ·
لحم‌عجین ·
دریاچه آکنا ·
دریاچه آرپی ·
دریاچه کاری ·
دریاچه لسینگ ·
دریاچه سوان ·
دریاچه ارومیه ·
دریاچه وان ·
Landmine situation in Nagorno Karabakh ·
Languages of Armenia ·
نان لواش ·
Law and Unity ·
پلیس جمهوری ارمنستان ·
جمهوری آرتساخ ·
شنبه لازاروس ·
کمیته آمریکایی آزادی‌بخش مردم روسیه ·
لئو یکم، شاه ارمنستان ·
لوون سوم ·
لئو سوم، شاه ارمنستان ·
لئو چهارم، شاه ارمنستان ·
لئو پنجم، شاه ارمنستان ·
لئو پنجم، شاه ارمنستان ·
Leontine martyrs ·
ورزشگاه گاندزاسار ·
لرنامردز ·
باشگاه فوتبال لرناین آرتساخ ·
ارمنستان کوچک ·
LGBT rights in Armenia (Gay rights)·
Liberal Democratic Union of Armenia ·
Liberalism in Armenia ·
فهرست فرودگاه‌های ارمنستان ·
فهرست شاهان ارمنستان ·
List of Armenian Patriarchs of Jerusalem ·
فهرست قلعه‌های ارمنستان ·
فهرست شهرها و شهرک‌های ارمنستان ·
فهرست هیئت‌های دیپلماتیک در ارمنستان ·
فهرست باشگاه‌های فوتبال در ارمنستان ·
List of kings of Ani ·
List of kings of Urartu ·
List of monarchs of the Armenian Kingdom of Cilicia ·
فهرست روزنامه‌های ارمنستان ·
فهرست حزب‌های سیاسی ارمنستان ·
List of renamed cities in Armenia ·
فهرست آتشفشان‌های ارمنستان ·
آرارات کوچک ·
استان لوری ·
باشگاه فوتبال لوری ·
باشگاه فوتبال لویس-آرارات ·
Lutipri

## M
Madrid Principles ·
ماکاراوانک ·
باشگاه فوتبال مالاتیا ·
Malkaz ·
مامیکونیان ·
Manavazian ·
Mandakuni ·
Manic Depressive Psychosis ·
منتو ·
کشتار ماراقا ·
مارالیک ·
مارتاکرت ·
Mardakert and Martuni Offensives ·
Marie of Armenia ·
مارتونی ·
مروانیان ·
حزب مارکسیست ارمنستان ·
ارمنستان ساسانی ·
Marzpetuni ·
ماسیس ·
ماتاغ ·
ماتناداران ·
ماتناکاش ·
ارمنستان در سده‌های میانه ·
مغری ·
ملتیوس آنتیوک ·
ملیک ·
منوآ ·
سرود ملی ارمنستان ·
نیروگاه هسته‌ای متسامور ·
Metsamor site ·
مزه ·
ارمنی میانه ·
Mighty Fatherland ·
ورزشگاه میکا ·
تاریخ نظامی ارمنستان ·
Military history of Nagorno-Karabakh ·
میتانی ·
مهرداد ارمنستان ·
مژژ دوم گنونی ·
Mleh of Armenia ·
واراگاوانک ·
حمله مغول به گرجستان ·
موسی خورنی ·
مام ارمنستان ·
آراگاتس ·
کوه آرارات ·
موکس ·
Mugni Gospels ·
مقاومت موسی داغ ·
موصاصیر ·
موصاصیر ·
باشگاه فوتبال موش چارنتساوان ·
Mushki ·
موسیقی ارمنی ·
My Brother's Road

## N
ناگورنو قره‌باغ ·
استان خودمختار قره‌باغ کوهستانی ·
همه‌پرسی قانون اساسی ناگورنو-قره‌باغ ·
ارتش تدافعی جمهوری آرتساخ ·
انتخابات ریاست‌جمهوری جمهوری قره‌باغ ·
جنگ قره‌باغ ·
نائیری ·
ورزشگاه آلاشکرت ·
باشگاه فوتبال نائیری ·
ناخارار ·
جمهوری خودمختار نخجوان ·
خانات نخجوان ·
```
Namrun Kalesi ·
```

مجلس ملی جمهوری آرتساخ ·
National Association of Girl Guides and Girl Scouts of Armenia ·
اتحاد دموکراتیک ملی ·
National Foundation of Science and Advanced Technologies ·
قهرمان ملی ارمنستان ·
National Unity ·
نرکین گتاشن ·
نرسس چهارم شنورهالی ·
New Country ·
حزب دوران نوین ·
Night Ark ·
Niphates ·
نور هاچن ·
نوراوانک ·
نور شیراکان ·
Nourie Hadig ·
نویمبریان ·
پیمان‌نامه نوارساک

## O
Oaksenham ·
Octoechos ·
اودزون ·
ارمنی کلاسیک ·
Olnut ·
عملیات نمسیس ·
عملیات حلقه ·
Orduniq ·
مردم ارمنی ·
باگراتیونی‌ها ·
دودمان اروندی ·
اوشاکان ·
اوشین، شاه ارمنستان ·
Oshin of Korikos ·
Ottoman Armenian casualties ·
Outi

## P
Pahlavuni ·
بازی‌های پان‌ارمنی ·
Pan-Armenian National Movement ·
پاپ ·
Pastırma ·
فوتیوس اول ·
جنبش پاولیکیان ·
پاوستوس بوزاند ·
پایتاکاران ·
People's Party of Armenia ·
نور شیراکان ·
ارمنستان ساسانی ·
Peter of Sebaste ·
پلو ·
نان پیتا ·
پلو ·
سیاست در ارمنستان ·
Politics of Nagorno-Karabakh ·
Polyeuctus ·
پوراک ·
Postal history of Armenia ·
گاه‌شمار تاریخ نوین ارمنستان ·
رئیس‌جمهور ارمنستان ·
President of Nagorno-Karabakh ·
نخست‌وزیر ارمنستان ·
Prime Minister of Nagorno-Karabakh ·
Princess Isabella of Armenia ·
Principality of Khachen ·
زبان نیاارمنی ·
تعطیلات رسمی در ارمنستان ·
پیوتر کوتلیارفسکی

## Q
Qadchberuni ·
ناحیه کاناکر زیتون ·
Qolian ·
قبادلی ·
زابل، ملکه ارمنستان ·
Queen Keran of Armenia

## R
حزب لیبرال دموکرات ارمنی ·
Raphsonian ·
حراج جان‌ها ·
به رسمیت شناختن نسل‌کشی ارمنی‌ها ·
اساطیر ارمنستان ·
Religion in Armenia ·
Remposian ·
Renewed Communist Party of Armenia ·
حزب جمهوری ·
Republic of Mountainous Armenia ·
میدان جمهوری ایروان ·
حزب جمهوری‌خواه ارمنستان ·
رادامیستوس ·
Rise the Euphrates ·
رودها و دریاچه‌های ارمنستان ·
Roman Catholicism in Armenia ·
Roman relations with the Armenians ·
ایزو ۹۹۸۵ ·
رشتونی ·
Rshtuniq ·
Ruben I of Armenia ·
Ruben II of Armenia ·
روبن سوم ·
دودمان روبنی ·
حزب کشور قانونمند ·
RUOR Yerevan ·
روسای یکم ·
روسای دوم ·
Russian 102nd Military Base ·
ارمنستان روسیه ·
Russian-Armenian State University ·
دوره اول جنگ‌های ایران و روسیه ·
جنگ ایران و روس ·
جنگ روسیه و عثمانی

## S
ساغموساوانک ·
Sahak Bagratuni ·
Saharuni ·
Sahl ibn-Sunbat ·
St. Astvatzatzin ·
سنت بلیز ·
کلیسای گایانه قدیس ·
St. Gevork church ·
کلیسای ارمنی، باکو ·
کلیسای هریپسیمه مقدس، واغارشاپات ·
مسروب ماشتوتس ·
Saint Narses ·
Saint Nearchus ·
St. Stepanos Church, Smyrna ·
سام یکم ·
سامتسخه-جاواختی ·
جزیره سن لازارو ·
ساناهین ·
```
Sanatruces I of Armenia ·
```

آرماویر ·
یادبود نبرد سارداراباد ·
ساردوری یکم ·
دلمه برگ مو ·
مخزن سد سارسانگ ·
ساسون ·
Sasun Resistance ·
Sasun Uprising ·
Sassuntsi-Davit Tank Regiment ·
ساتالا ·
باغلاما ·
Scouting and Guiding in Armenia ·
Selardi ·
Selkuniq ·
سمبات، شاه ارمنستان ·
Serart ·
Seruantztian ·
سوان ·
پارک ملی سوان ·
سواناوانک ·
Shabin-Karahisar uprising ·
شدادیان ·
استان شاهومیان ·
شاملوغ ·
ذخیره‌گاه دولتی شیکاهوغ ·
استان شیراک ·
فرودگاه شیراک ·
Shulaveri-Shomu culture ·
شوشی ·
شهرستان شوشی ·
استان شوشی ·
شوی ·
مقاومت وان ·
باشگاه فوتبال لرناگورتس واردنیس ·
سیسیان ·
Siunia Dynasty ·
سیواس ·
Siwini ·
باشگاه فوتبال بنتونیت ایجوان ·
باشگاه فوتبال واغارشاپات ·
SKIF Yerevan ·
سمبات یکم ·
سمبات دوم ·
```
Smbat III ·
```

حزب سوسیال دموکرات هنچاکیان ·
فدراسیون انقلابی ارمنی ·
سوفن ·
Soviet 76th "K. Y. Voroshilov" Division ·
Soviet 89th "Tamanyan" Rifle Division ·
Spanduni ·
تشیکلات ویژه ·
Spelling reform of the Armenian language 1922-1924 ·
ایسپیر ·
ورزش در ارمنستان ·
بلول ·
دانشگاه پلی‌تکنیک ارمنستان ·
استپاناکرت ·
استپاناوان ·
The Story of Zoulvisia ·
Sujuk ·
کشتار سومقاییت ·
کلیسای یحیی تعمیددهنده مارتاکرت ·
سیستم آو ا داون ·
باشگاه فوتبال گاندزاسار کاپان
استان سیونیک ·

## T
تبوله ·
```
Tachir ·
```

تالین ·
Tao-Klarjeti ·
تارون ·
شهرستان ترتر ·
تاشیر ·
Tashir-Dzoraget ·
صومعه تاتو ·
استان تاووش ·
Tayk ·
قانون تهجیر ·
تیشبانی ·
Terpatuni ·
Teruni ·
قره کلیسا ·
Theispas ·
Theodore Edward Dowling ·
جنگ مهردادی سوم ·
تورورس یکم، شاهزاده ارمنستان ·
Thoros II of Armenia ·
توروس سوم، شاه ارمنستان ·
سه پاشا ·
تیگراناکرت آرتساخ ·
تیگرانس ·
تیگران یکم ·
تیگران سوم ·
تیگران چهارم ·
تیگران دوم ·
تیگران پنجم ارمنستان ·
تیگران ششم ·
گاه‌شماری رویدادهای تاریخی ارمنستان ·
Timeline of Armenian national movement ·
تیرداد یکم ·
تیرداد سوم ارمنستان ·
Tmoriq ·
Togarmah ·
جنبش تندراکیان ·
توپراق‌قلعه، ترکیه ·
Trade unions in Armenia ·
Traditional Armenian orthography ·
جمهوری فدرال دموکراتیک قفقاز جنوبی ·
جمهوری سوسیالیستی ماورای قفقاز شوروی ·
Transport in Armenia ·
پیمان الکساندراپول ·
Treaty of Batum ·
عهدنامه گلستان ·
عهدنامه قارص ·
عهدنامه مسکو ·
پیمان سن استفانو ·
معاهده سور ·
عهدنامه ترکمانچای ·
Trialeti culture ·
تساغکادزور ·
Tsakhkadzor ski resort ·
یادمان نسل‌کشی ارمنی‌ها ·
تسغوک ·
باشگاه فوتبال توفاگورتس ·
تومانیان ·
قهوه ترک ·
جنگ ارمنستان–ترکیه ·
توروبران ·
توشپا

## U
اودی‌ها ·
باشگاه فوتبال اولیس ·
Union of Communists of Armenia ·
Union of Producers and Women ·
United Communist Party of Armenia ·
United Labour Party ·
ارمنستان علیا ·
زبان اورارتویی ·
اورارتو ·
Urdz ·
Urfa Resistance ·
اوتیک

## V
واهاناوانک ·
Vahe ·
Vahevuni ·
Vahram Pahlavouni ·
کلیسای واهراماشن ·
وکیفلی ·
باشگاه فوتبال وان ایروان ·
وان ·
وانادزور ·
واناند ·
اورارتو ·
پیلارتوس واراژنونی ·
وارازدات ·
واردنیس ·
Vartabed ·
وارداوار ·
وایک ·
استان وایوتس‌جور ·
ودی ·
Viceroyalty of the Caucasus ·
Visa policy of Argentina ·
ووغجی ·
VoKee ·
رود وروتان

## W
جنگ ارمنستان و ایبری ·
جنگ ایران و روم ·
روز جهانی آب ·
ما کوه‌های خود هستیم ·
ارمنستان غربی ·
زبان ارمنی غربی ·
Western Armenian verb table ·
تئوری توطئه نسل‌کشی سفیدپوستان ·
حیات وحش ارمنستان ·
ارمنستان ویلسون ·
اتحادیه نویسندگان ارمنستان

## X
خشایارشا سوفن

## Y
ایزدیان در ارمنستان ·
یغگنادزور ·
صومعه یغیشه آراکیال ·
یغوارد ·
یرابلور ·
باشگاه فوتبال یرازانک ·
یرآذ ·
ایروان ·
Yerevan Brandy Company ·
Yerevan Drive ·
دریاچه ایروان ·
متروی ایروان ·
دانشگاه دولتی زبان‌ها و علوم اجتماعی بروسوف ایروان ·
دانشگاه پزشکی دولتی ایروان ·
کنسرواتوار دولتی کومیتاس ایروان ·
دانشگاه دولتی علوم پرورشی خاچاطور آبوویان ارمنستان ·
دانشگاه دولتی ایروان ·
برج تلویزیونی ایروان ·
باشگاه فوتبال ایروان یونایتد ·
باغ‌وحش ایروان ·
یروان-آویا ·
صومعه یریتس مانکانانتس ·
یرکیر ·
یروانداشات ·
یروانداشات ·
یرواند یکم ·
Yıldız Attempt

## Z
Za'atar ·
ارمنستان زاکاری ·
Zakarid-Mxargrzeli ·
کوهستان زانگزور ·
زنگیلان ·
باشگاه فوتبال زانگزور ·
Zaravand ·
Zeitun Resistance ·
زنون گلاک ·
پرژ زیتونتسیان ·
Zurna ·
زوارتنوتس ·
فرودگاه بین‌المللی زوارتنوتس